# Banchus pallescens
Banchus pallescens är en stekelart som beskrevs av Léon Abel Provancher 1874. Banchus pallescens ingår i släktet Banchus och familjen brokparasitsteklar. Inga underarter finns listade.